# 吉田 (印西市)
吉田（よしだ）は、千葉県印西市の大字。郵便番号270-1617。

## 地理
北は草深、東は岩戸、南東は岩戸干拓、南は吉田干拓、南西は八千代市保品、西は松崎、北西は松崎台に隣接している。

## 歴史
江戸期は吉田村であり、下総国印旛郡のうち。「寛文印知集」では寛文4年佐倉藩領分の村と見え、「各村級分」では幕府・旗本川口氏の相給、「旧高旧領」では幕府・佐倉藩の相給。村高は「元禄郷帳」418石余、「天保郷帳」「旧高旧領」ともに487石余。なお、幕府領分97石余は延享4年に割り渡された惣深新田分である。水戸街道我孫子宿の助郷村。天保11年頃の反別田31町余・畑16町余・新田畑7町余、ほかに惣深新田分19町余。元治元年頃の年貢は本村分米151石余・永8貫余・鐚123文、惣深新田分米2斗余・永1貫余。文化10年農間渡世人取調書によれば、家数76・人数457、うち居酒屋2・飴菓子屋2・豆腐屋1・髪結1（高石家文書）。明治6年千葉県に所属。神社は宗像神社・浅間神社、寺院は曹洞宗慈眼寺、真言宗万福寺（印旛郡誌）。明治22年宗像村の大字となる。

### 年表
- 1873年（明治6年） - 千葉県に所属。
- 1889年（明治22年）4月1日 - 宗像村大字吉田になる。
  - 町村制施行し岩戸村、師戸村、鎌刈村、大廻村、造谷村、吉田村が合併し印旛郡宗像村が発足。
- 1955年（昭和30年）3月10日 - 印旛村吉田となる。
  - 六合村・宗像村が合併し、印旛村が発足。
- 2010年（平成22年）3月23日 - 印西市吉田となる。
  - 印旛村・本埜村が印西市に編入。

## 世帯数と人口
2017年（平成29年）10月31日現在の世帯数と人口は以下の通りである。
| 大字 | 世帯数  | 人口  |
| ---- | ------- | ----- |
| 吉田 | 167世帯 | 404人 |

## 小・中学校の学区
市立小・中学校に通う場合、学区は以下の通りとなる。
| 番地 | 小学校                 | 中学校             |
| ---- | ---------------------- | ------------------ |
| 全域 | 印西市立いには野小学校 | 印西市立印旛中学校 |

## 施設
- 吉田地区構造改善センター
- 泉カントリークラブ
- 慈眼寺
- 萬福寺
- 宗像神社
- 浅間神社
- 吉田グラウンド

## 交通

### 道路
- 都道府県道
  - 千葉県道263号八千代宗像線